# Deransko jezero
Deransko jezero je jezero u kod mjesta Svitave u Bosni i Hercegovini. Dio je parka prirode Hutovo blato. Iz jezera istječe rijeka Krupa koja u slučaju porasta vodostaja Neretve mijenja tok i teče natrag prema jezeru.
Površina jezera iznosi 3,7 km2, duljina 3,3 km, a najveća širina jezera je 2,4 km. Prosječna dubina jezera iznosi oko 2 metra. Najbogatije je i najveće jezero Gornjeg blata (područje Hutova blata koje čini 5 manjih jezera: Deran, Orah, Drijen, Jelim i Škrka). Temperatura vode u rasponu je između 10 °C zimi i 21 °C tijekom ljeta. Obalno područje obraslo je trskom i šašom, a dno prekriveno mikroalgama (na mjestima sporog toga vode).